# Valtice
Valtice (Duits: Feldsberg) is een Tsjechische stad in regio Zuid-Moravië, tegen de Oostenrijkse grens. In Valtice bevindt zich Kasteel Valtice. Dit kasteel hoort bij het "Cultuurlandschap van Lednice-Valtice", dat op de Werelderfgoedlijst van UNESCO staat. Ook het Kasteel Lednice (gemeente Lednice) hoort bij dit cultuurlandschap.

## Geschiedenis
Valtice is van oudsher verbonden met de naam van het vorstenhuis van Liechtenstein. Sinds de 13e eeuw waren zij in het bezit van goederen rond Valtice en Mikulov (Duits: Nikolsburg). Begin 17e eeuw liet vorst Karel Eusebius van Liechtenstein er een kasteel bouwen door architect Giovanni Tencalla. Het vorstenhuis bleef tot 1945 eigenaar van de landgoederen, toen deze geconfisqueerd werden door de Tsjecho-Slowaakse regering.
Tot 1920 viel Valtice bestuurlijk onder Oostenrijk, maar bij het Verdrag van Saint-Germain werd het aan Tsjecho-Slowakije afgestaan.

## Geboren
- Johannes Matthias Sperger (1750–1812), componist en contrabassist
- Peter Horton (1941-2023), gitarist, liedjesschrijver en tv-presentator
- Eliška Dřímalová (28 mei 1995), schaatsster

Bedevaartskerk van St-Johannes van Nepomuk in Zelená Hora ·
Historish centrum van Český Krumlov ·
Tuinen en kasteel van Kroměříž ·
Historisch dorp Holašovice ·
Drievuldigheidszuil in Olomouc ·
Joodse wijk en Sint-Procopiusbasiliek in Třebíč ·
Kutná Hora: historisch stadscentrum met Sint-Barbarakerk en O.L.Vrouwekathedraal in Sedlec ·
Cultuurlandschap Lednice-Valtice ·
Kasteel van Litomyšl ·
Historisch centrum van Praag ·
Historisch centrum van Telč ·
Villa Tugendhat in Brno ·
Mijnstreek Erzgebirge/Krušnohoří ·
Landschap voor het fokken en het africhten van ceremoniële koetspaarden in Kladruby nad Labem ·
Historische kuuroorden van Europa (Františkovy Lázně, Karlovy Vary, Mariánské Lázně) ·
Oude en voorhistorische beukenbossen van de Karpaten en andere regio's van Europa
Bavory ·
Boleradice ·
Borkovany ·
Bořetice ·
Brod nad Dyjí ·
Brumovice ·
Břeclav ·
Březí ·
Bulhary ·
Diváky ·
Dobré Pole ·
Dolní Dunajovice ·
Dolní Věstonice ·
Drnholec ·
Hlohovec ·
Horní Bojanovice ·
Horní Věstonice ·
Hrušky ·
Hustopeče ·
Jevišovka ·
Kašnice ·
Klentnice ·
Klobouky u Brna ·
Kobylí ·
Kostice ·
Krumvíř ·
Křepice ·
Kurdějov ·
Ladná ·
Lanžhot ·
Lednice ·
Mikulov ·
Milovice ·
Moravská Nová Ves ·
Moravský Žižkov ·
Morkůvky ·
Němčičky ·
Nikolčice ·
Novosedly ·
Nový Přerov ·
Pavlov ·
Perná ·
Podivín ·
Popice ·
Pouzdřany ·
Přítluky ·
Rakvice ·
Sedlec ·
Starovice ·
Starovičky ·
Strachotín ·
Šakvice ·
Šitbořice ·
Tvrdonice ·
Týnec ·
Uherčice ·
Valtice ·
Velké Bílovice ·
Velké Hostěrádky ·
Velké Němčice ·
Velké Pavlovice ·
Vrbice ·
Zaječí
- Gemeinsame Normdatei: 4211306-4
- Library of Congress Control Number: n00020689
- Nationale Bibliotheek van Tsjechië: ge131236
- Nationale Bibliotheek van Israël: 987007471638805171
- Virtual International Authority File: 168655180
- WorldCat: E39PBJx4kRqCT4Fd6rfmfvKKh3